# 松本烝治
松本烝治（日语：／ Matsumoto Jōji，1877年10月14日—1954年10月8日），是日本法律学者、贵族院议员、第二次世界大戰後日本國憲法起草者之一。他是著名铁路学者松本荘一郎的儿子。

## 生平
松本出身于东京府士族，1903年（明治36年）获得东京帝国大学商法学博士学位。松本曾担任第二次山本内阁的法制局长官、斋藤内阁的商工大臣；他在二战后成为币原内阁的宪法担当国务大臣主持起草新宪法，并推出了「松本宪法草案」。